# Dyviksudd
Dyviksudd is een plaats in de gemeente Tyresö in het landschap Södermanland en de provincie Stockholms län in Zweden. De plaats heeft 86 inwoners (2005) en een oppervlakte van 56 hectare.